# Поток и разграбление
Пото́к и разграбле́ние (грабёж и поток) — термин в уголовном праве Руси, вид наказания в русском средневековом праве.

## История
Новгородское вече, приговаривая боярина, даже посадника, к народной мести, отдавало его дом и все его достатки на поток, на расхищенье, на расхват, на грабеж.
По Русской Правде назначался за наиболее тяжкие преступления — разбой, рецидив конокрадство и поджог. Содержание менялось: первоначально это была высылка преступника и конфискация имущества, позднее — преступник обращался в рабство, а имущество его подвергалось разграблению. Схожая мера наказания применялась и в других ранних правовых системах.
- «Будеть ли сталъ на разбои безъ всякоя свады, то за разбоиника люди не платять, но выдадять и всего съ женою и с дѣтми на потокъ и на разграбление» (ст. 7).
- «аще будеть коневыи тать, выдати князю на потокъ» (ст. 35)
- «Аже зажьжеть гумно, то на потокъ и на грабежь домъ его, переди пагубу исплатившю, а въ процѣ князю поточити и. Тако же аже кто дворъ зажьжеть» (ст. 83)[6].